# Olešná (Rakovníki járás)
Olešná település Csehországban, Rakovníki járásban. Olešná Lišany, Chrášťany, Senomaty, Rakovník és Kněževes településekkel határos. Lakosainak száma 618 fő (2024. január 1.).

## Népesség
A település lakosságának változását az alábbi diagram mutatja:
| Lakosok száma | 607  | 638  | 674  | 536  | 517  | 515  | 575  | 589  | 614  | 618  |
|               | 1869 | 1890 | 1921 | 1950 | 1980 | 2001 | 2017 | 2019 | 2022 | 2024 |